# Liste der Schutzgebiete in Französisch-Guayana
Diese Aufstellung listet alle offiziell ausgewiesenen Schutzgebiete in Natur- und Landschaftsschutz (wie z. B. Naturschutzgebiete, Landschaftsschutzgebiete, Nationalparks etc.) in Französisch-Guayana auf, das zugleich ein französisches Überseedépartement und eine Region ist (Stand 11. November 2014). Die Aufstellung folgt der Common Database on Designated Areas der Europäischen Umweltagentur (EEA).
| Schlüssel- nummer | Gebietstyp           | Gebietsname             | CDDA- Sitecode | IUCN- Kategorie | Fläche in ha | Koordinate                      | Jahr der Ausweisung | Bild |
| ----------------- | -------------------- | ----------------------- | -------------- | --------------- | ------------ | ------------------------------- | ------------------- | ---- |
| FR3300008         | Regionaler Naturpark | Guyane (Parc Amazonien) | 388667         | UA              | 2023569,5    | 2° 39′ 31,9″ N, 53° 19′ 45,3″ W | 2007                |      |
| FR3600138         | Naturschutzgebiet    | Amana                   | 147520         | IV              | 14800        | 5° 40′ 22,2″ N, 53° 42′ 53,6″ W | 1998                |      |
| FR3600109         | Naturschutzgebiet    | Île du Grand Connétable | 147302         | IV              | 7852         | 4° 49′ 32,2″ N, 51° 56′ 38,2″ W | 1992                |      |
| FR3600139         | Naturschutzgebiet    | Marais de Kaw-Roura     | 147521         | IV              | 94700        | 4° 27′ 24,6″ N, 52° 7′ 2″ W     | 1998                |      |
| FR3600129         | Naturschutzgebiet    | La Trinité              | 147303         | IV              | 76000        | 4° 34′ 8,3″ N, 53° 18′ 13″ W    | 1996                |      |
| FR3600160         | Naturschutzgebiet    | Mont Grand Matoury      | 345890         | IV              | 2123         | 4° 51′ 9,1″ N, 52° 22′ 22,9″ W  | 2006                |      |
| FR3600128         | Naturschutzgebiet    | Nouragues               | 147304         | IV              | 100000       | 4° 2′ 36,1″ N, 52° 45′ 13,5″ W  | 1995                |      |
| FR3800440         | Naturschutzgebiet    | Grand Matoury           | 147315         | IV              | 2700         | 4° 51′ 6,4″ N, 52° 22′ 30,6″ W  | 1994                |      |
| FR3800444         | Naturschutzgebiet    | Sables blancs de Mana   | 147319         | IV              | 29182        | 5° 26′ 7,2″ N, 53° 34′ 37,1″ W  | 1995                |      |
| FR24GUF01         | Wildnisgebiet        | Lucifer Dekou Dekou     | 388666         | Ib              | 110300       | 4° 47′ 15,3″ N, 53° 54′ 30,9″ W | 1995                |      |
| FR1100390         | Naturschutzgebiet    | Crique et Pripri Yiyi   | 147333         | IV              | 13           | 5° 29′ 26,9″ N, 53° 8′ 21,3″ W  | 1995                |      |
| FR1100367         | Naturschutzgebiet    | Pointe Buzare           | 391975         | IV              | 1,1882       | 4° 56′ 42,7″ N, 52° 19′ 32,9″ W | 1979                |      |
| FR1100374         | Naturschutzgebiet    | Montabo                 | 391976         | IV              | 19,6937      | 4° 57′ 1,1″ N, 52° 18′ 33,5″ W  | 2006                |      |
| FR1100674         | Naturschutzgebiet    | Montagne d'Argent       | 330598         | IV              | 740,4812     | 4° 22′ 52,4″ N, 51° 42′ 49,2″ W | 1998                |      |
| FR1100675         | Naturschutzgebiet    | Pointe Isere            | 330599         | IV              | 516,8919     | 5° 44′ 38,7″ N, 53° 52′ 36,2″ W | 1998                |      |
| FR1100762         | Naturschutzgebiet    | Îles de Remire          | 392039         | IV              | 108,9346     | 4° 55′ 52,7″ N, 52° 12′ 19,5″ W | 2000                |      |
| FR1100763         | Naturschutzgebiet    | Piste de l'Anse         | 392040         | IV              | 601,3812     | 5° 21′ 50,5″ N, 52° 52′ 53,2″ W | 2008                |      |
| FR1100764         | Naturschutzgebiet    | Kanawa                  | 392041         | IV              | 1546,3339    | 5° 43′ 7,3″ N, 53° 51′ 15″ W    | 1998                |      |
| FR1100377         | Naturschutzgebiet    | Saline de Montjoly      | 83217          | IV              | 58,4423      | 4° 55′ 25,4″ N, 52° 16′ 31,5″ W | 1985                |      |
| FR1100389         | Naturschutzgebiet    | Mont Bourda             | 147332         | IV              | 23           | 4° 56′ 18,1″ N, 52° 17′ 16,1″ W | 1995                |      |
| FR1100673         | Naturschutzgebiet    | Le Mont Mahury          | 330597         | IV              | 177,9077     | 4° 51′ 59,1″ N, 52° 15′ 26,3″ W | 1998                |      |
| FR1100930         | Naturschutzgebiet    | Petit Cayenne           | 555546430      | IV              | 2312,8025    | 4° 52′ 2,1″ N, 52° 25′ 5,8″ W   | 2008                |      |
| FR1100693         | Naturschutzgebiet    | Anse de Montabo         | 391977         | IV              | 4,2706       | 4° 56′ 31,7″ N, 52° 17′ 53,4″ W | 1983                |      |
| FR1100942         | Naturschutzgebiet    | Îles du Salut           | 555559565      | IV              | 0,2191       | 5° 17′ 13,3″ N, 52° 35′ 17,2″ W | 1995                |      |
| FR8000040         | Regionaler Naturpark | Guyane                  | 193408         | V               | 622851,4744  | 5° 33′ 44″ N, 53° 44′ 26,8″ W   | 2001                |      |
| FR3400008         | Nationalpark         | Guyane (Parc Amazonien) | 388668         | V               | 1361450,625  | 3° 10′ 54,9″ N, 53° 55′ 31,3″ W | 2007                |      |
| FR9300073         | Naturschutzgebiet    | Trésor                  | 555514403      | IV              | 2464,043     | 4° 35′ 39,7″ N, 52° 18′ 7,8″ W  | 2010                |      |